# Refúgio Torino
O refúgio Torino  que fica a 3 375 m na parte alta do Vale de Aosta em Courmayeur, e de Chamonix-Mont-Blanc no maciço do Monte Branco, está situado perto do passo do Gigante a 3 365 m de altitude o qual separa a Itália da França.
O primeiro refúgio, conhecido pelo rifugio Torino vecchio, foi construído já em 1898, e o actual em 1952, e é propriedade do Clube alpino italiano.

## Acesso
Grande refúgio de fácil acesso a partir do Teleférico do Monte Branco ou a partir de La Palud (ambos do lado italiano), ou do lado francês tomar a Telecabine Panorâmica do Monte Branco que liga a Agulha do Midi à Ponta Helbronner.

## Ascensões
O refúgio é o ponto de partida ideal para atacar:
- Monte Maudit -  4.465 m
- Monte Branco do Tacul - 4.248 m
- Dent du Géant - 4.013 m
- Grand Capucin - 3.838 m
- Tour Ronde - 3.798 m